# Club Plantation (Detroit)
Der Club Plantation war ein Detroiter Musikveranstaltungsort, der 1933 eröffnet wurde und unter verschiedenen Bezeichnungen bis Ende der 1940er Jahre bestand. Als einer der populären Nachtclubs des Paradise Valley war er durch sein Programm landesweit bekannt.

## Geschichte des Clubs

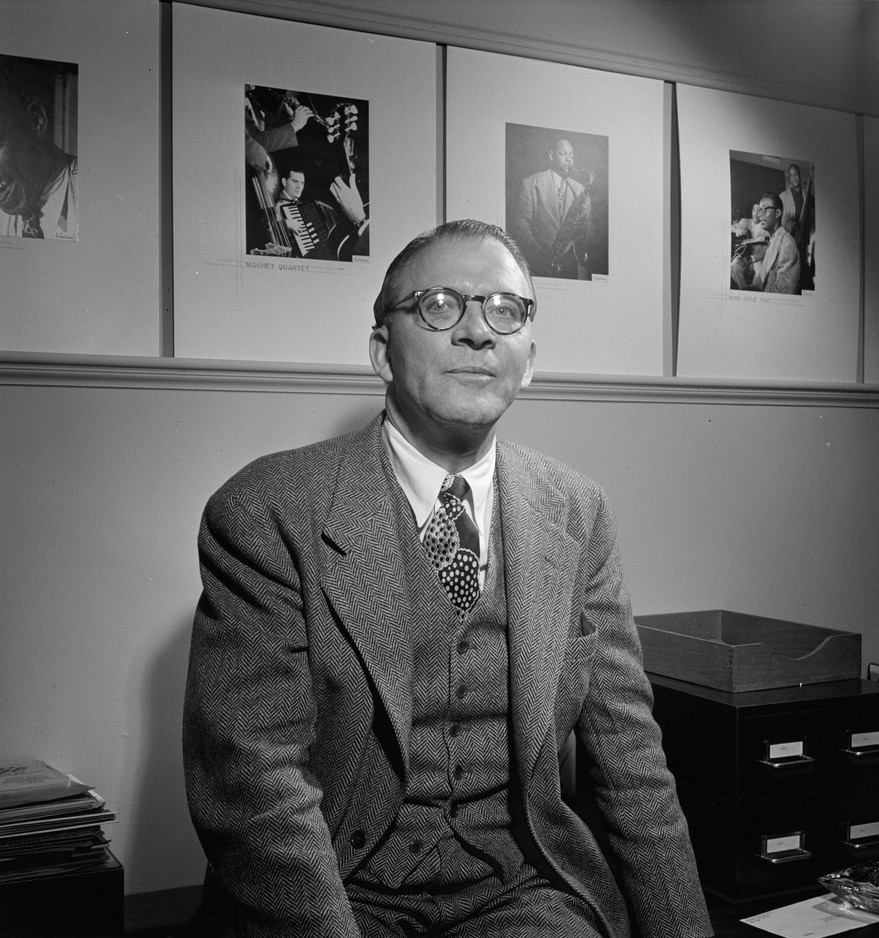
Jean Goldkette, ca. 1949.
Foto Gottlieb.

The Plantation, bald als Club Plantation bezeichnet, befand sich in 550 East Adams Street im Detroiter Vergnügungsviertel Paradise Valley, im Wohngebiet der afroamerikanischen Bevölkerung der East Side zwischen St. Antoine und Adams Street. Er lag im Basement des Norwood Hotels, wo ab 1933 Tanz- und Musikveranstaltungen stattfanden. Der Name Plantation sollte – ähnlich wie dies der New Yorker Cotton Club tat – Assoziationen an die alten Südstaaten wecken. Für einen Zeitraum von acht Jahren war der Club Plantation neben der 606 Horseshoe Lounge und dem  B&C Club einer der populärsten Veranstaltungsorte der Stadt, bekannt für seine Tänzer, Sänger, Komiker und EmCees. Jean Goldkette trat hier mit seinem Orchester auf; die Detroiter Bandleader Earl Walton und Cecil Lee (mit Todd Rhodes) konzertierten dort regelmäßig. Es gab auch Gastspiele landesweit bekannter Künstler wie von Don Albert, Fats Waller, Duke Ellington, Cab Calloway oder Bessie Smith.

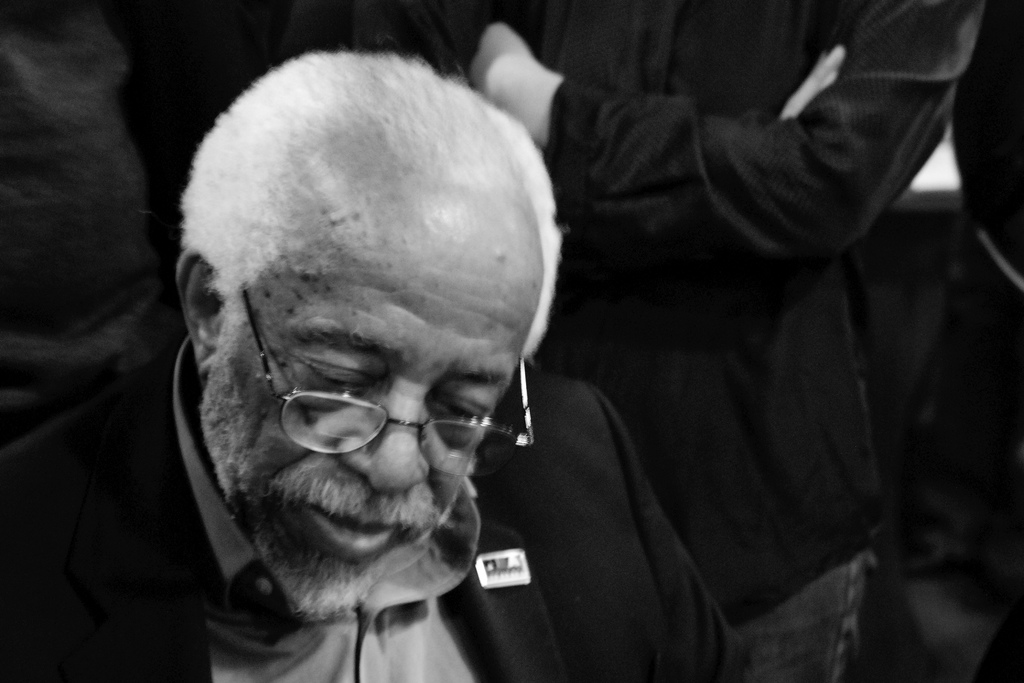
Barry Harris

Der Club Plantation wurde in den 1930er Jahren von Andrew „Jap“ Sneed gemanagt; musikalischer Leiter war sein Geschäftspartner Stutz Anderson. Rechtsstreitigkeiten führten dazu, dass der Club ab 1941 mit neuem Management als Club Congo weitergeführt wurde; in den folgenden Jahren traten hier Detroiter Jazzmusiker wie Wardell Gray, Teddy Edwards, Howard McGhee und Johnny Allen auf; Billie Holiday hatte hier 1942 ein einwöchiges Engagement, im selben Jahr, als der Club schloss. Als Club Sudan wurde er 1946 wiedereröffnet; der Pianist Willie Anderson spielte bei nächtlichen Jamsessions. Ferner konzertierten hier The Ink Spots, Kenny Burrell und Barry Harris, bis Ende der 1940er Jahre das Hotel geschlossen wurde.